# Березовое (Харьковская область)
Березовое (укр. Березове), село,
Редкодубовский сельский совет,
Двуречанский район,
Харьковская область.
Код КОАТУУ — 6321885002. Ликвидирован в 1998 году.

## Географическое положение
Село Березовое находится в 1,5 км от села Водяное и в 4 км от села Редкодуб, рядом с селом расположены небольшие лесные массивы урочище Березовое и урочище Круглое (дуб).

## История
- 1998 — снята с учёта[1].